# Willi Schaeffers

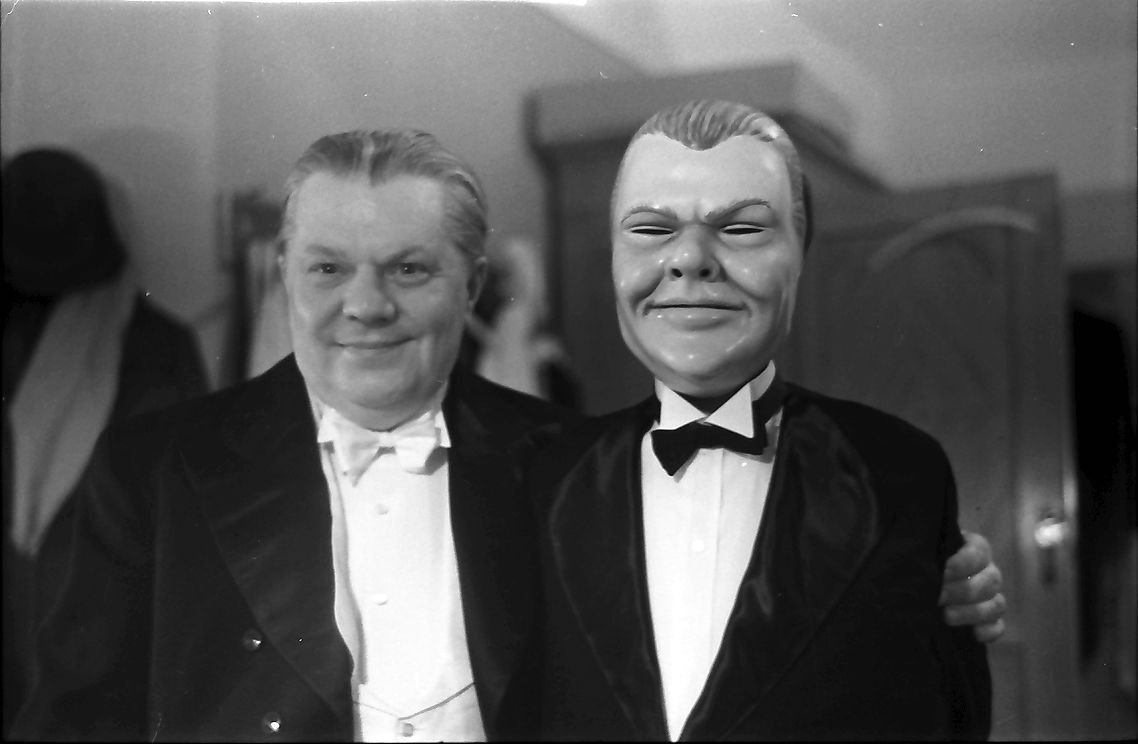
Willi Schaeffers y Lene Ludwig con máscara de Schaeffers en 1938

Willi Schaeffers (2 de septiembre de 1884 - 10 de agosto de 1962) fue un artista de cabaret, animador y actor teatral y cinematográfico de nacionalidad alemana.

## Biografía
Nacido en Gorzów Wielkopolski, en la actual Polonia, y también conocido como Willi Schäffers y Willi Schäfers, era hijo de un periodista. Criado en Berlín, asistió al Realgymnasium en Seesen, donde con quince años de edad organizó un cabaret con estudiantes. Actuó por vez primera en el año 1902, en teatros ambulantes de Prusia y Silesia. Fue alumno de la escuela del Düsseldorfer Schauspielhaus, bajo la dirección de Louise Dumont, formando parte después de la compañía del Stadttheater de Poznan. En esa época Schaeffers conoció al artista de cabaret Rudolf Nelson, con el cual mantuvo una relación profesional de 17 años. 
Schaeffers, que vivía desde 1909 en Berlín, empezó a actuar en esa época como artista de cabaret, actuando también como invitado en Hamburgo y Múnich. En 1910 llegó su primer trabajo en el cine mudo, pero en la Primera Guerra Mundial hubo de acudir al frente. Tras resultar herido, trabajó como artista en hospitales y cuarteles.
Inmediatamente después del fin de la guerra reapareció en los escenarios berlineses, actuando principalmente en los géneros de la opereta y la revista. En 1928 recibió el Anillo Harry Lamberts-Paulsen en reconocimiento a sus actuaciones en el cabaret. Schaeffers fue sobre todo conocido como animador del Kabarett der Komiker, el cual dirigió entre los años 1938 y 1944. 

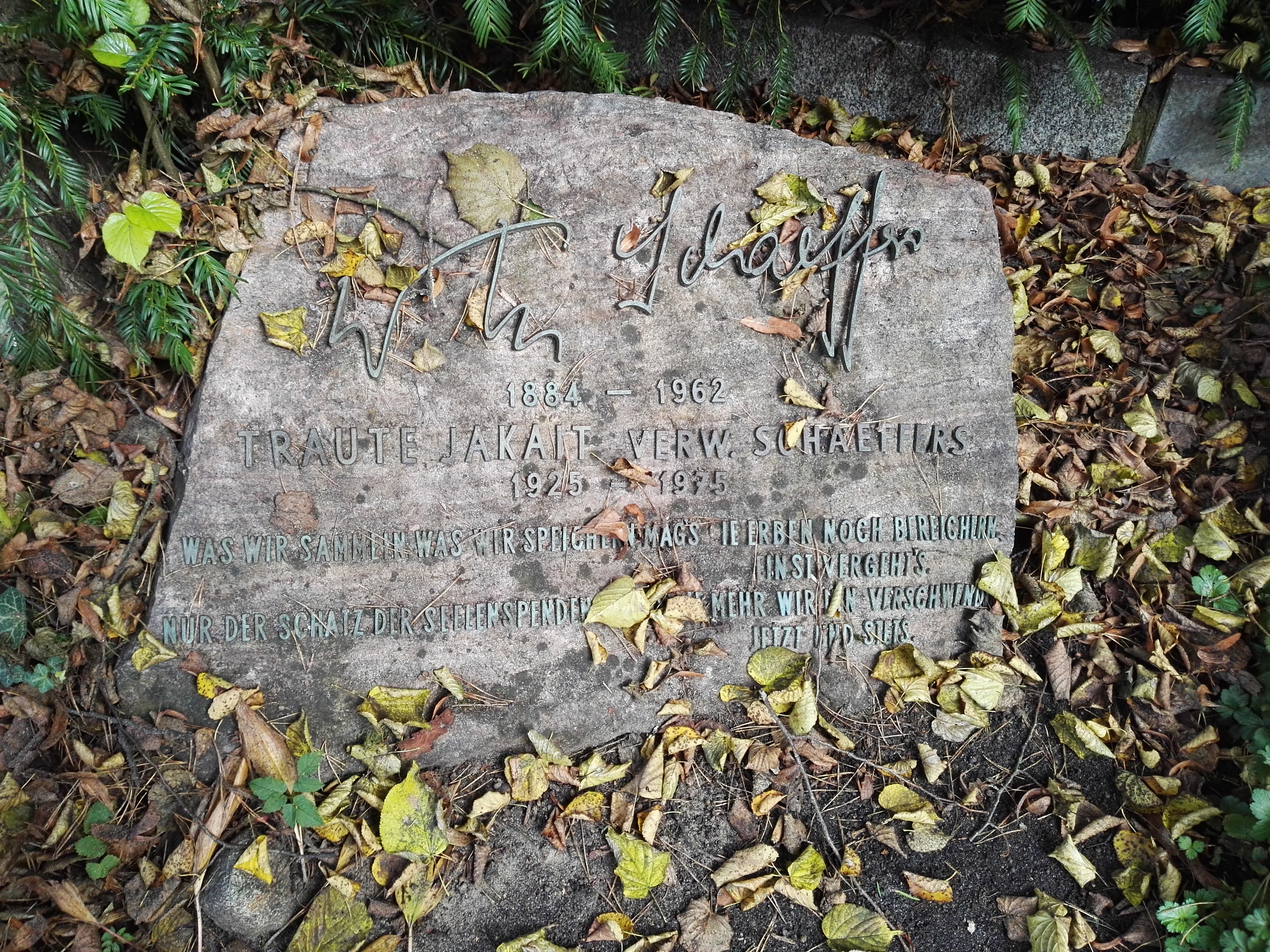
Tumba de Schaeffers

En la época del nacionalsocialismo se portó de manera oportunista. Se debate si era únicamente un simpatizante, o si era realmente un Mitläufer (un seguidor convencido) de los Nazis.
Schaeffers hizo diferentes actuaciones de reparto en producciones cinematográficas. Se especializó en la caricatura de personajes poderosos, como ocurrió con su personaje del emperador de China en Prinzessin Turandot.
Willi Schaeffers falleció en Múnich, Alemania, en el año 1962. Fue enterrado en el Cementerio Friedhof Heerstraße de Berlín. Tuvo un hijo, Peter, que fue productor y editor musical.

## Filmografía
- 1913 : Die blaue Maus
- 1920 : Der Reigen
- 1920 : Der Fakir der Liebe
- 1921 : Ein Erpressertrick
- 1921 : Cocain (director)
- 1922 : Sie und die Drei
- 1927 : Die Frau ohne Namen (2 partes)
- 1928 : Küsse, die man nicht vergißt
- 1929 : Gestörtes Ständchen (corto)
- 1929 : Und Nelson spielt (corto)
- 1931 : Gassenhauer
- 1931 : 1. Kabarett-Programm (corto)
- 1931 : 5. Kabarett-Programm (corto)
- 1932 : Peter Voß, der Millionendieb
- 1932 : Kiki
- 1934 : Der schwarze Walfisch
- 1934 : Was bin ich ohne Dich
- 1934 : Der kühne Schwimmer
- 1934 : Spiel mit dem Feuer
- 1934 : Da stimmt was nicht
- 1934 : Jede Frau hat ein Geheimnis
- 1934 : Ich tanke, Herr Franke (corto)
- 1934 : Mucki (corto, guionista)
- 1934 : Ich heirate meine Frau
- 1934 : Prinzessin Turandot
- 1934 : Ein Kind, ein Hund, ein Vagabund
- 1935 : Alle Tage ist kein Sonntag
- 1935 : Der mutige Seefahrer
- 1935 : Alles weg'n dem Hund
- 1935 : Wenn die Musik nicht wär'
- 1935 : Im weißen Rößl
- 1935 : Die lustigen Weiber
- 1936 : Familienparade
- 1936 : Der Streithammel (corto)
- 1936 : Das Schloß in Flandern
- 1936 : Der verkannte Lebemann
- 1936 : Männer vor der Ehe
- 1936 : Womit schnurrt die Katze (corto)
- 1937 : Menschen ohne Vaterland
- 1937 : Jürgens riecht Lunte (corto)
- 1937 : Brillanten
- 1937 : Der Lachdoktor
- 1937 : Monika
- 1938 : Das Ehesanatorium
- 1938 : Das Geheimnis um Betty Bonn
- 1938 : Es leuchten die Sterne
- 1938 : Narren im Schnee
- 1938 : Der Fall Deruga
- 1938 : Rote Orchideen
- 1938 : Träume sind Schäume (corto)
- 1939 : Ein schwieriger Fall
- 1949 : Diese Nacht vergeß ich nie
- 1953 : Damenwahl
- 1953 : Rote Rosen, rote Lippen, roter Wein
- 1953 : Schlagerparade
- 1954 : Aus Kindern werden Leute
- 1957 : Das Glück liegt auf der Straße
- 1957 : Die große Chance
- 1958 : Sebastian Kneipp – der Wasserdoktor

## Obras
- Alles gestohlen. Ein merkwürdiges Gemisch von Blödsinn, Geschmacklosigkeiten und geistreich sein sollenden Gedichten in 7 Abteilungen. Borngräber, Berlín 1910.
- Ich warne Neugierige oder Wer's zu spät liest wird bestraft! 1 Lehrlingsstück, 3 Gesellenstücke, das andere alles (327) Meistervortragsstücke aus der Werkstatt von Schaeffers and sons Ltd. Borngräber, Berlín 1912.
- Con Hans Gerbeck: Revolution im Bienenkorb. Komödie in 3 Akten und einem Vorspiel. Meisel, Berlín 1912.
- Como editor: Bunte Platte. Ein Vortragsbuch für Jedermann. Staneck, Berlín 1953.
- Tingeltangel. Ein Leben für die Kleinkunst. Grabados de Erich Ebermayer. Broschek, Hamburgo 1959.